# Stokes County
Stokes County ist ein County im Bundesstaat North Carolina der Vereinigten Staaten. Der Verwaltungssitz (County Seat) ist Danbury.

## Geographie
Das County liegt im Nordwesten von North Carolina, grenzt im Norden an Virginia und hat eine Fläche von 1181 Quadratkilometern, wovon 10 Quadratkilometer Wasserfläche sind. Es grenzt im Uhrzeigersinn an folgende Countys: Rockingham County, Forsyth County und Surry County.
Stokes County ist in neun Townships aufgeteilt: Beaver Island, Big Creek, Danbury, Meadows, Peters Creek, Quaker Gap, Sauratown, Snow Creek und Yadkin.

## Geschichte
Stokes County wurde 1798 aus Teilen des Surry County gebildet. Benannt wurde es nach Captain John Stokes einem Offizier im Amerikanischen Unabhängigkeitskrieg und späteren Richter für den US-Gerichtsbezirk North Carolina.
15 Bauwerke und Stätten des Countys sind insgesamt im National Register of Historic Places eingetragen (Stand 16. März 2018).

## Demografische Daten
Nach der Volkszählung im Jahr 2000 lebten im Stokes County 44.711 Menschen. Davon wohnten 573 Personen in Sammelunterkünften, die anderen Einwohner lebten in 17.579 Haushalten und 13.043 Familien. Die Bevölkerungsdichte betrug 38 Einwohner pro Quadratkilometer. Ethnisch betrachtet setzte sich die Bevölkerung zusammen aus 93,43 Prozent Weißen, 4,66 Prozent Afroamerikanern, 0,24 Prozent amerikanischen Ureinwohnern, 0,19 Prozent Asiaten, 0,05 Prozent Bewohnern aus dem pazifischen Inselraum und 0,88 Prozent aus anderen ethnischen Gruppen; 0,54 Prozent stammten von zwei oder mehr Ethnien ab. 1,87 Prozent der Bevölkerung waren spanischer oder lateinamerikanischer Abstammung.
Von den 17.579 Haushalten hatten 33,8 Prozent Kinder unter 18 Jahren, die bei ihnen lebten. 60,6 Prozent davon waren verheiratete, zusammenlebende Paare, 9,7 Prozent waren allein erziehende Mütter und 25,8 Prozent waren keine Familien. 22,8 Prozent waren Singlehaushalte und in 8,9 Prozent lebten Menschen mit 65 Jahren oder älter. Die Durchschnittshaushaltsgröße betrug 2,51 und die durchschnittliche Familiengröße war 2,94 Personen.
24,5 Prozent der Bevölkerung waren unter 18 Jahre alt. 7,3 Prozent zwischen 18 und 24 Jahre, 31,4 Prozent zwischen 25 und 44 Jahre, 25,0 Prozent zwischen 45 und 64, und 11,8 Prozent waren 65 Jahre alt oder älter. Das Durchschnittsalter betrug 37 Jahre. Auf alle weibliche Personen kamen 96,1 männliche Personen. Auf alle Frauen im Alter von 18 Jahren oder darüber kamen 92,6 Männer.
Das jährliche Durchschnittseinkommen eines Haushalts betrug 38.808 USD und das jährliche Durchschnittseinkommen einer Familie betrug 44.615 $. Männer hatten ein durchschnittliches Einkommen von 30.824 $ gegenüber den Frauen mit 24.319 $. Das Prokopfeinkommen betrug 18.130 $. 9,1 Prozent der Bevölkerung und 6,9 Prozent der Familien lebten unterhalb der Armutsgrenze. 10,0 Prozent von ihnen sind Kinder und Jugendliche unter 18 Jahre und 15,9 Prozent sind 65 Jahre oder älter.